# External Machine Interface
Die External Machine Interface-Schnittstelle findet Verwendung im Bereich des Mobilfunks oder bei der Anbindung von SMS-Diensten an Personal Computer. Hier verbindet sie, als externe Schnittstelle des GSM-Pagingsystems, einen PC mit dem Short Message Handler (SMH) eines Providers. Die Schnittstelle kann dabei über X.25-Verbindungen (Festanbindung) oder über Modem- bzw. ISDN-Verbindungen realisiert werden und basiert auf einem erweiterten Befehlssatz des UCP-Protokolls.